# Giuseppe Schillaci
Giuseppe Schillaci (ur. 8 stycznia 1958 w Adrano) – włoski duchowny rzymskokatolicki, w latach 2019-2022 biskup Lamezia Terme, biskup Nicosia od 2022.

## Życiorys
Święcenia kapłańskie przyjął 4 lipca 1987 i został inkardynowany do archidiecezji Katanii. Po kilkuletnim stażu duszpasterskim został skierowany do katańskiego seminarium w charakterze wicerektora. W 1999 został wikariuszem biskupim ds. kultury oraz wiceprzewodniczącym katańskiego studium teologicznego. W 2008 mianowany rektorem seminarium.
3 maja 2019 papież Franciszek mianował go biskupem diecezji Lamezia Terme. Sakry udzielił mu 6 lipca 2019 arcybiskup Salvatore Gristina.
23 kwietnia 2022 papież Franciszek mianował go biskupem Nicosia. Ingres odbył się 11 czerwca 2022.